# Caront (satèl·lit)
Caront és el més gros dels satèl·lits de Plutó. Va ser descobert per l'astrònom estatunidenc James Christy el 1978, després d'advertir en algunes imatges de Plutó que el planeta semblava que tenia forma de pera. El seu nom recorda a Caront, barquer del riu Aqueront a la mitologia grega que s'encarregava de portar les ànimes als inferns. La forma és esfèrica i està format principalment per gel. Té la particularitat de mostrar sempre la mateixa cara a Plutó i veure sempre la mateixa cara d'aquest mentre roten tots dos sobre el seu centre de masses.
Durant molts anys es va pensar que Caront era l'únic satèl·lit que orbitava al voltant de Plutó, però a finals de 2005 es va anunciar l'existència d'altres dos petits cossos que es van denominar provisionalment S/2005 P 1 i S/2005 P 2. Al febrer de 2006 el telescopi espacial Hubble va confirmar la presència d'aquests dos cossos i al juny d'aquest mateix any la Unió Astronòmica Internacional els va posar nom, passant-se a denominar Hidra i Nix respectivament. El 20 de juliol de 2011 la NASA va anunciar el descobriment d'una quarta lluna orbitant el planeta nan, novament de la mà del Hubble, es tracta de P4 (nom provisional), la més petita de les 4 llunes descobertes fins aquell moment amb un diàmetre d'entre 13 i 34 km. El 12 de juliol de 2012 la NASA va realitzar un nou anunci del descobriment d'un satèl·lit encara més petit, d'entre 10 i 24 km, denominat provisionalment P5 i detectat novament gràcies a les observacions del Hubble. Al juliol de 2013 se li va donar nom a aquests dos petits satèl·lits, denominant-se Cerber i Estix o Estígia respectivament.
La sonda New Horizons de la NASA va ser llançada a l'espai el 2006 amb el propòsit principal de visitar Plutó i Caront. La seva arribada va ser el 13 de juliol de 2015. El juliol de 2013 va enviar les primeres imatges en què es pot apreciar Caront com a cos separat de Plutó.

## Descobriment
Caront va ser descobert el 22 de juny de 1978 per l'astrònom de l'Observatori Naval dels Estats Units James W. Christy, que va observar alguna cosa molt peculiar a les imatges de Plutó obtingudes amb el telescopi de l'observatori de Flagstaff. Les imatges obtingudes presentaven Plutó amb una forma lleugerament allargada, mentre que les estrelles que apareixien a la mateixa fotografia no presentaven aquesta distorsió.
Una revisió de l'arxiu de l'observatori va revelar que algunes de les altres imatges preses sota excel·lents condicions de visibilitat també mostraven aquest allargament, encara que la majoria no. Aquest efecte podia explicar-se si existia un altre objecte orbitant periòdicament Plutó que no fos prou gran per ser vist pel telescopi.
Christy va continuar la seva investigació i va descobrir que totes les observacions podien tenir resposta si l'objecte en qüestió tenia un període orbital de 6,387 dies i una separació màxima del planeta d'un segon sexagesimal d'arcsegon. El període de rotació de Plutó és justament de 6,387 dies i com que era gairebé segur que el satèl·lit tenia el mateix període de rotació, va deduir que aquest era l'únic sistema planeta-satèl·lit conegut en què tots dos es mostraven la mateixa cara contínuament.
Els pocs dubtes que van poder quedar de la seva existència es van dissipar quan el sistema va entrar en un període de cinc anys d'eclipsis entre 1985 i 1990. Aquest fenomen ocorre quan el pla orbital de Plutó i Caront se situa del cantó respecte a la vista des de la Terra. Això passa només en dues oportunitats durant els 248 anys que dura el període orbital de Plutó. Va ser una gran sort que un d'aquests intervals d'eclipsis passés poc després del descobriment de Caront.
Les primeres imatges de Plutó i Caront resolts com a discos separats van ser preses pel telescopi espacial Hubble en la dècada de 1990. Més tard, el desenvolupament d'òptiques adaptatives va fer possible resoldre també discos separats utilitzant telescopis terrestres.
Amb el descobriment de Caront va quedar descartada la teoria que Plutó venia a ser un satèl·lit escapat de Neptú.

## Nom
El nom Caront va ser escollit per Christy i va ser acceptat oficialment per la Unió Astronòmica Internacional el 1985. En la mitologia grega, Caront era el barquer dels morts. Traslladava les ànimes dels que acabaven de morir a través de la llacuna Estígia per portar-los al regne d'Hades. Aquest personatge està relacionat amb el nom Plutó, ja que aquest era un dels noms amb què els grecs anomenaven el déu dels morts. Aquest nom era més utilitzat en la mitologia romana.
A partir del descobriment, l'any 2005, de dos nous petits satèl·lits de Plutó (Nix i Hydra), Caront rep també el nom de Plutó I.

## Característiques
El diàmetre de Caront és de 1.207 km, aproximadament la meitat del de Plutó. Si es compara la relació entre aquests dos diàmetres amb els de la resta de planetes del sistema solar i els seus respectius satèl·lits, Caront és excepcionalment gran amb relació a Plutó. Aquesta relació fa que a vegades es consideri el sistema Plutó-Caront com un planeta doble.
Plutó i Caront donen voltes l'un al voltant de l'altre cada 6,387 dies. Els dos cossos estan gravitacionalment lligats, de manera que el seu període de rotació és igual al seu període orbital (6,387 dies) i, a més, cada un mostra sempre la mateixa cara a l'altre. Aquest fenomen s'anomena rotació síncrona i passa també entre la Terra i la Lluna. Però, a diferència del que passa en el sistema Terra-Lluna, en el sistema plutonià aquest lligam gravitacional s'estén també fins a Plutó, de manera que, observant des d'un dels hemisferis de Plutó, Caront és sempre visible en el cel però, des de l'hemisferi contrari, Caront no és mai visible.
Caront orbita a una distància mitjana de Plutó de 19.600 quilòmetres i està gairebé 20 vegades més a prop de Plutó que la Lluna de la Terra. El descobriment de Caront va permetre als astrònoms calcular de manera precisa la massa del sistema plutonià, i ocultacions mútues van desvelar les seves respectives mides. Tanmateix, no es van poder calcular les masses individuals de cada u, que només van poder ser estimades, fins al descobriment dels satèl·lits exteriors de Plutó a finals del 2005. Detalls en les òrbites d'aquestes llunes van revelar que Caront té aproximadament 1/8 de la massa de Plutó. Això indica una densitat de 1.660 kg/m³, cosa que suggereix una composició d'un 63% de roca i un 37% de gel. La seua superfície pareix estar coberta d'aigua gelada, sense presència de metà.

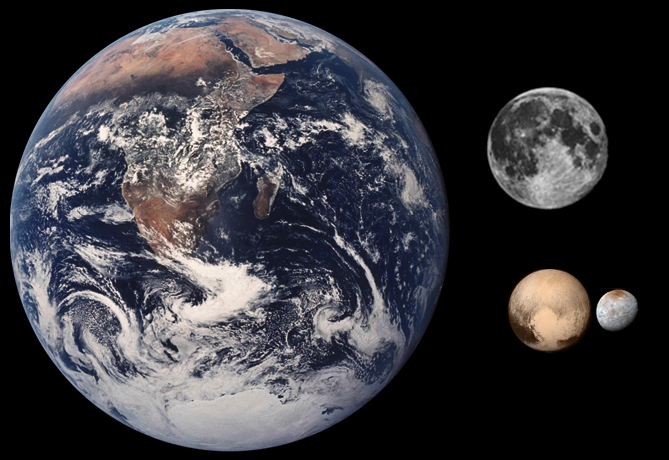
Plutó i Caront comparats amb la Terra i la Lluna

Donat que l'òrbita del sistema Plutó-Caront es troba més enllà de la de Neptú, a vegades es considera Plutó i Caront com els primers objectes transneptunians descoberts. Els objectes transneptunians estan dins de la categoria de planetes menors i, oficialment, ni Plutó ni Caront ho són. Però, per les peculiars característiques físiques i orbitals de Plutó, que el diferencien dels altres planetes del sistema solar, a vegades també se'ls considera com a tals. Dins del grup dels objectes transneptunians, Plutó i Caront són objectes del cinturó de Kuiper i més concretament, Plutins.
L'origen de Caront no es coneix amb certesa. L'any 2005, Robin Canup va publicar una teoria segons la qual Caront es podria haver format fa uns 4.500 milions d'anys quan un objecte del cinturó de Kuiper va col·lidir amb Plutó, autodestruint-se i escampant gran part del mantell de Plutó a l'espai. Caront s'hauria format a partir de les restes de l'impacte. Tanmateix, perquè aquesta teoria fos correcta, la composició de Caront hauria de tenir un percentatge més elevat de gel i Plutó un percentatge més elevat de roca. Per això, ara es pensa que Plutó i Caront podrien ser dos cossos que van xocar entre si, però no amb prou força com per autodestruir-se i després van començar a orbitar-se mútuament.
El 19 de gener de 2006 la NASA va llançar la missió espacial no tripulada New Horizons amb l'objectiu d'estudiar Plutó, Caront, els dos nous petits satèl·lits recentment descoberts i altres objectes del cinturó de Kuiper. El juny del 2015, la New Horizons va fer la seva màxima aproximació al sistema plutonià. És l'única nau espacial que ha visitat i estudiat Caront. El descobridor de Caront, James Christy, i els fills de Clayde Tombaugh, descobridor de Plutó, van ser hostes al Johns Hopkins Applied Physics Laboratory durant aquesta màxima aproximació. La missió va obtenir imgatges consecutives del sistema Plutó Caront, que van ser combinades en una animació.

## Característiques orbitals i classificació

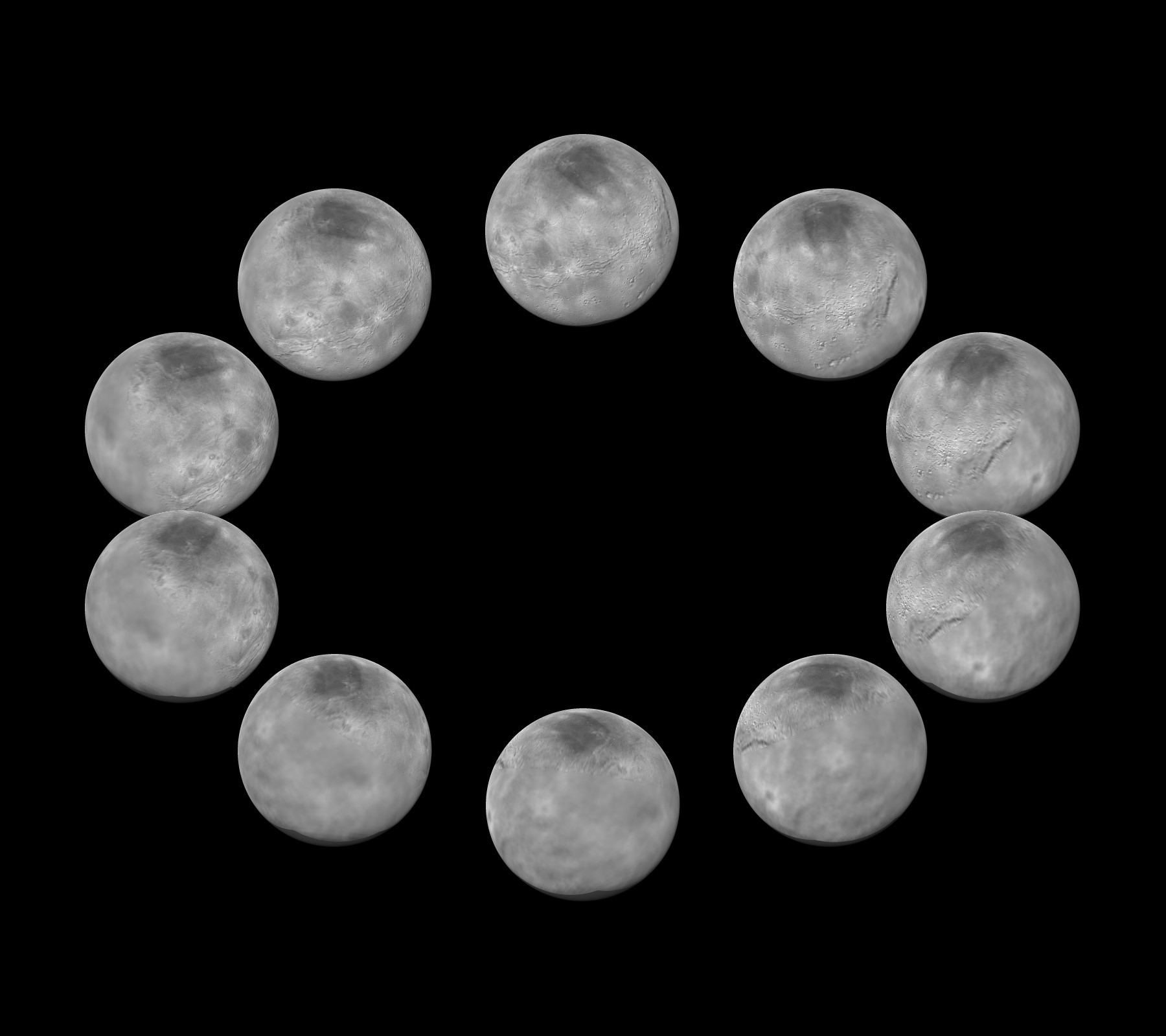
Mosaic de les millors imatges de més resolució de Caront des de diferents angles.

Recreació d'una vista obliqua del sistema Plutó-Caront, on s'observen les òrbites travades del conjunt.

Caront dista de mitjana 19.570 km de Plutó, per la qual cosa està 20 vegades més a prop seu que la Lluna de la Terra. Tots dos objectes estan travats gravitacionalment i, per tant, es mostren sempre la mateixa cara mútuament. El descobriment de Caront va permetre als astrònoms calcular amb precisió la massa del sistema plutonià, i les ocultacions mútues van revelar les seves grandàries. No obstant això, no van establir les seves masses individuals, les quals només van poder ser estimades després del descobriment dels altres satèl·lits de Plutó, ben entrat 2005. Els detalls revelats gràcies als satèl·lits exteriors mostren que Caront té aproximadament el 11,65% de la massa de Plutó.

## Formació
Es creu que Plutó i Caront van poder haver estat dos cossos que van xocar abans d'entrar en òrbita mútua. La col·lisió hauria estat prou violenta per portar a punt d'ebullició els gels volàtils com el metà, però no prou per ser interrompuda.
En un estudi de simulació publicat el 2005, Robin Canup suggereix que Caront podria haver-se format per un impacte gegantí fa al voltant de 4.500 milions d'anys, de manera similar a la Terra i la Lluna. En aquest model un objecte gran del cinturó de Kuiper colpeja Plutó a gran velocitat, destruint-se a si mateix i escampant gran part del mantell exterior del planeta. Després Caront es forma per la fusió de les restes. Tot i això, un impacte d'aquestes característiques resultaria en un Plutó més rocós i un Caront amb més gel del que els científics han trobat.

## Satèl·lit o planeta nan?

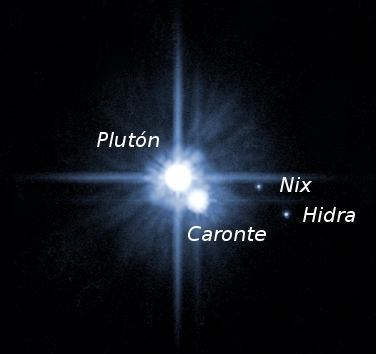
Plutó i els seus tres satèl·lits principals.

El fet que Caront en realitat no giri al voltant de Plutó com un satèl·lit, sinó que per contra tant Plutó com Caront ho facin al voltant del centre de masses del sistema, ha fet que molts no considerin Plutó i Caront com planeta i satèl·lit respectivament, sinó més aviat com un planeta nan doble.
El 16 d'agost del 2006, davant la Unió Astronòmica Internacional (UAI), es va presentar un projecte de resolucióque, si hagués estat aprovat, hagués establert la definició de planeta com «un cos que és prou massiu per ser esfèric, que no és una estrella, però que orbita al voltant d'una». Sota aquesta definició, s'haguessin agregat a la llista de planetes cossos com Ceres (abans un asteroide del cinturó d'asteroides), Caront, Eris i diversos objectes del cinturó de Kuiper que probablement satisfeien la definició. Finalment el 24 d'agost no es va aprovar aquesta resolució i tampoc no es va crear una definició de planeta doble. En la definició final de planeta, Plutó va ser reclassificat com a planeta nan, però la definició formal de satèl·lit planetari no va ser determinada, deixant a Caront en un estat incert (Caront no figura a la llista de planetes nans reconeguts per la IAU).
Els satèl·lits Nix i Hidra també orbiten el mateix baricentre, però no són prou grans per ser esfèrics i, per tant, són considerats satèl·lits de Plutó (o, des d'un altre punt de vista, del sistema Plutó-Caront).

## Observació
A causa de la seva petita grandària i la seva excessiva proximitat al planeta, resulta invisible excepte per als telescopis terrestres més grans i en les millors condicions atmosfèriques (vegeu seeing).

## Galeria
- Mapa global de Caront
- Vistes en tot color de Plutó i Caront idènticament processades i millorades.
- Mosaic de Caront d'alta resolució de color millorat.
- Plutó i Caront com van ser vistos per New Horizons 
 (color, l'11 de juliol de 2015).
- Plutó i Caront vistos per 
 New Horizons 
 (fals color, 13 de juliol de 2015).
- Caront - costat de la nit com va ser vist per New Horizons 
 (17 de juliol de 2015).